# Spjutsporre
Spjutsporre (Kickxia elatine) är en växtart i familjen Lejongapsväxter.